# Yusra Warsama
Yusra Warsama (* 9. Juli 1985) ist eine britische Schauspielerin.

## Leben und Karriere
Warsama wurde am 9. Juli 1985 in den 
Vereinigten Arabischen Emiraten geboren. Sie begann ihre Karriere am Contact Theatre in Manchester und schrieb die Drehbücher zu den Stücken 
The House of Bernarda Alba und Rites.
Ihr Schauspieldebüt gab sie 2016 in der Serie Eine Frau an der Front. Anschließend trat sie 2019 in Castle Rock auf. Außerdem war Warsama 2023 in The Gallows Pole zu sehen. 2024 bekam sie in der Serie Deliver Me eine Hauptrolle.

## Filmografie
Serien
- 2016: Eine Frau an der Front (Our Girl)
- 2019: Castle Rock
- 2023: The Gallows Pole
- 2024: Mit zitternden Händen (Deliver Me)